# Frasco
Frasco is een plaats en voormalige gemeente in het Zwitserse kanton Ticino, en maakt deel uit van het district Locarno.
Frasco telt 101 inwoners.